# 푸융단
푸융단(광둥어: 芙蓉蛋, 월병: fu4 jung4 daan62, 중국어: 芙蓉蛋, 병음: fúróngdàn 푸룽단[*])은 중국 광둥 지역의 달걀 요리이다. 미국식 중국 요리에서는 에그 푸 영(영어: egg foo young)으로, 인도네시아식 중국 요리에서는 푸용하이(인도네시아어: puyonghai)로 불린다.

## 사진 갤러리

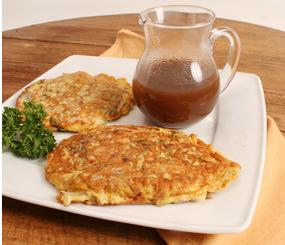
그레이비를 곁들인 미국식 에그 푸 영
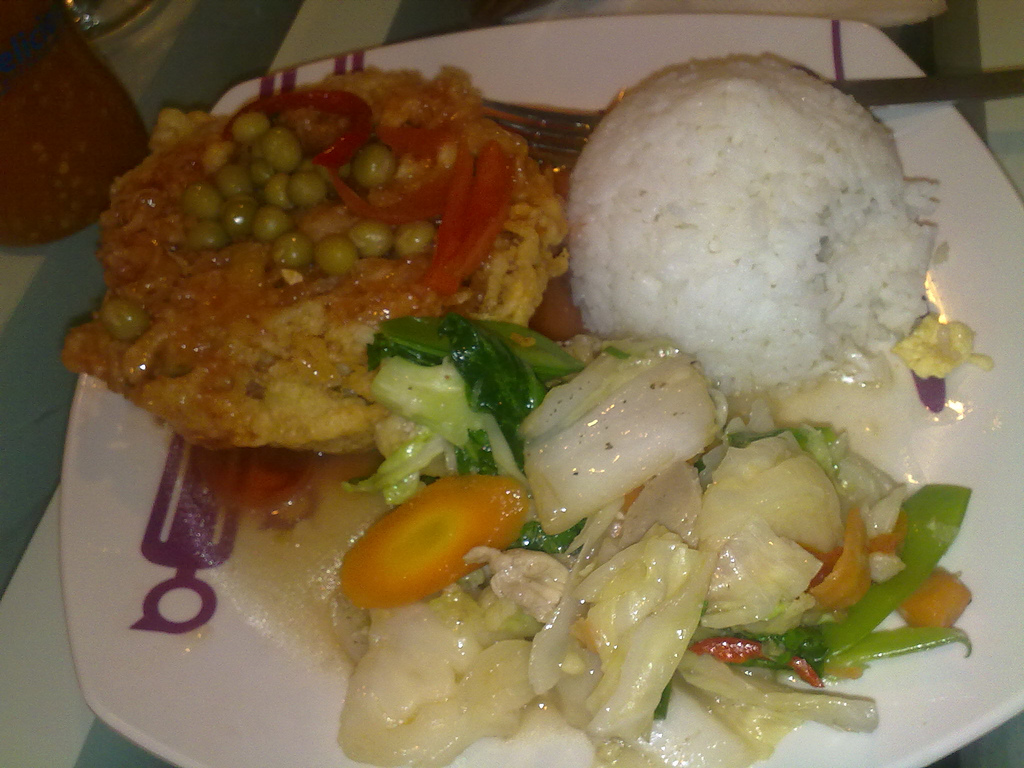
인도네시아의 푸용하이
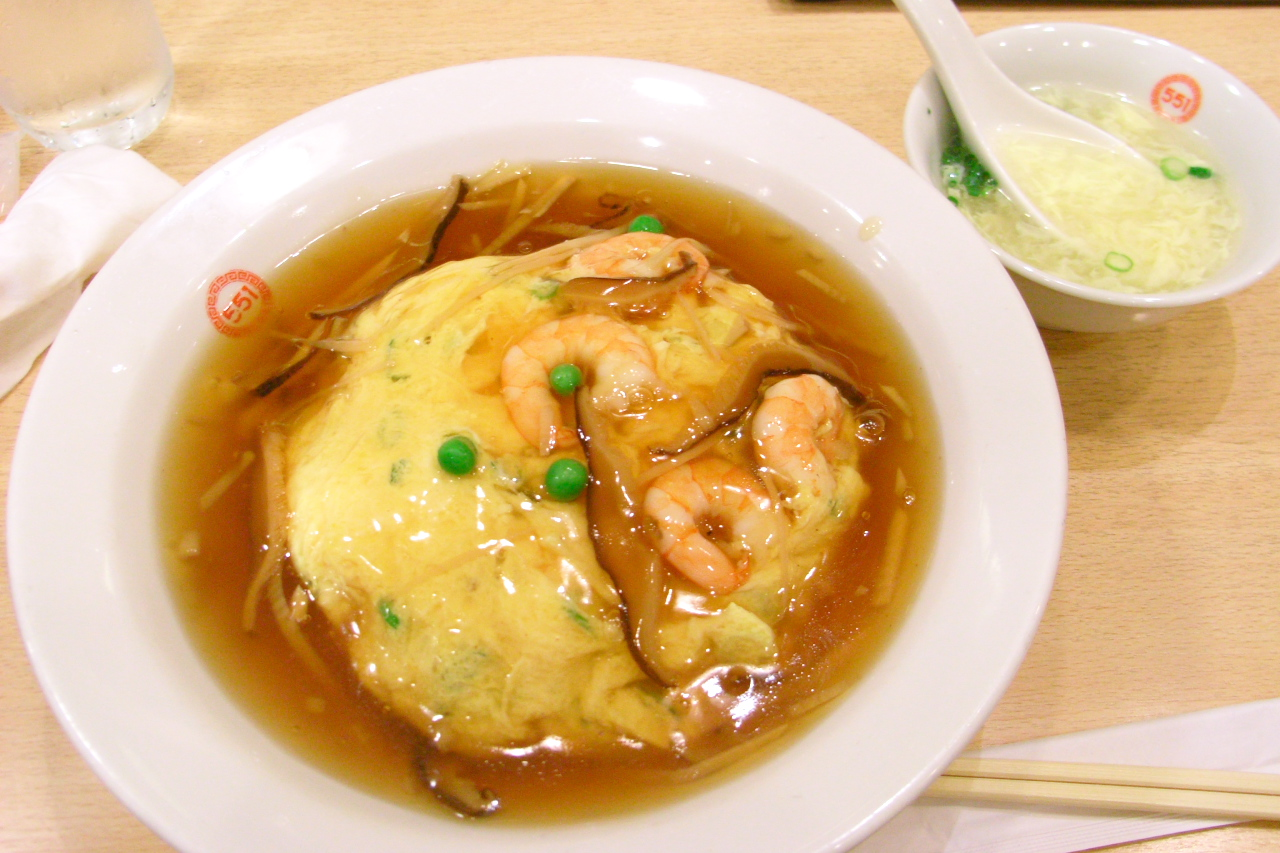
일본의 덴신한

## 같이 보기
- 오믈렛